# Allégorie du Temps
L'Allégorie du Temps est un tableau du peintre Otto van Veen, réalisé en 1607 ; il fait partie d’un ensemble de quatre tableaux acquis en 1993 par le musée de l’hospice Comtesse de Lille. 

## Historique
Otto van Veen réalisa cette huile sur bois en 1607 à Anvers. Elle est à rapprocher du livre d'emblèmes illustré de gravures sur cuivre d'après les poèmes d'Horace qu'il publie la même année à Anvers chez Jérôme Verdussen : Quinti Horatii Flacci Emblemata, imaginibus in æs incisis, notisque illustrata,.
Le musée a acquis les trois autres œuvres de cet ensemble : Le Semeur ; Minerve retient le gouvernement ; Minerve ou le génie se cachant dans l'ombre.

## Description
Cette peinture présente un paysage où apparaît à l’arrière-plan un village organisé autour de son église. Saturne, la figure du Temps, est représenté. C’est un vieillard barbu avec deux ailes dans le dos et à la manière dont ses pieds sont positionnés, ce dernier serait en marche. Il tient une faux, symbole de sa puissance destructrice, dans sa main droite, et de sa main gauche tend une lanterne  : « La flamme de la bougie soutient le fléau d’une balance, attribut de Saturne, qui règle les ans, les saisons et les jours ». 
Un extrait des Odes (III, 6) du poète latin Horace est peint en bas à droite et donne un sens moral pessimiste au tableau : « Aetas parentum, pejor avis, tulit // nos nequiores mox daturos // progeniem vitiosiorem ».
Cette œuvre faisant partie du maniérisme du Nord témoigne des premières pensées humanistes d’Otto van Veen et reflète son art archaïque. La manière d'inscrire les scènes dans le paysage et son traitement des figures en sont les caractéristiques principales.

## Exposition et conservation
Cette œuvre, acquise par le musée de l'Hospice Comtesse en 1993, est exposée dans la salle du réfectoire.